# Жауница
 Жауница (бел. Жавуніца) — упразднённая деревня в Коротьковском сельсовете Кормянского района Гомельской области Белоруссии.
В связи с радиационным загрязнением после катастрофы на Чернобыльской АЭС жители (41 семья) переселены в 1990-е годы в чистые места.
Кругом лес.

## География
В 19 км на северо-восток от Кормы, в 74 км от железнодорожной станции Рогачёв (на линии Могилёв — Жлобин), в 129 км от Гомеля. На юге река Жауница (приток реки Сож). Транспортные связи по просёлочной, затем автомобильной дороге Волынцы — Корма. Планировка состояла из 2 меридиональных дугообразных улиц. Застройка двусторонняя, деревянная усадебного типа.

## История
Основана в начале XX века переселенцами из соседних деревень, в Кормянской волости Рогачёвского уезда Могилёвской губернии. В 1930 году организован колхоз «1 Мая», работали 2 ветряные мельницы. Согласно переписи 1959 года входила в состав колхоза «Волынцы» (центр — деревня Волынцы). До 31 октября 2006 года в составе Волынецкого сельсовета.

## Население
- 1959 год — 289 жителей (согласно переписи).
- 1990-е — жители (41 семья) переселены.